# Gatis Kalniņš
Gatis Kalniņš (ur. 12 sierpnia 1981 w Valmierze) – łotewski piłkarz występujący na pozycji napastnika w klubie Valmiera Glass VIA.

## Życiorys
Karierę piłkarską rozpoczął w 2002 roku, kiedy to dołączył do Valmiera Glass VIA. 1 lipca 2002 został zawodnikiem Skonto Ryga. 19 lutego 2004 zadebiutował w reprezentacji Łotwy w meczu przeciwko reprezentacji Węgier. 2005 roku wraz z reprezentacją Łotwy zajął drugie miejsce w Baltic Cup. 1 stycznia 2009 zmienił klub na FK Auda, gdzie przebywał 7 miesięcy, do 1 lipca 2009. 1 lipca 2009 został zawodnikiem Daugavy Ryga. W 2010 roku jego drużyna dostała się do finału Pucharu Łotwy. 1 stycznia 2011 przeszedł do klubu Inter Turku. 25 marca 2011 powrócił jednak do Daugavy Ryga. 4 sierpnia 2011 został zawodnikiem FK Jelgava. 1 stycznia 2012 dołączył do FS METTA/Latvijas Universitāte. 19 stycznia 2018 został zawodnikiem Valmiera Glass VIA.